# Liste der Bodendenkmäler in Boos (Schwaben)
Auf dieser Seite sind die Bodendenkmäler in der schwäbischen Gemeinde Boos zusammengestellt. Diese Tabelle ist eine Teilliste der Liste der Bodendenkmäler in Bayern. Grundlage ist die Bayerische Denkmalliste, die auf Basis des Bayerischen Denkmalschutzgesetzes vom 1. Oktober 1973 erstmals erstellt wurde und seither durch das Bayerische Landesamt für Denkmalpflege geführt wird. Die folgenden Angaben ersetzen nicht die rechtsverbindliche Auskunft der Denkmalschutzbehörde.

## Bodendenkmäler der Gemeinde Boos

### Bodendenkmäler im Ortsteil Boos
| Lage                                                         | Objekt | Akten-Nr.     | Bild           |
| ------------------------------------------------------------ | --- | ------------- | -------------- |
| Boos (Standort)                                              | Burgstall des Mittelalters. | D-7-7927-0004 |                |
| Boos (Standort)                                              | Siedlung vorgeschichtlicher Zeitstellung.                                                                                        | D-7-7927-0050 |                |
| Boos (Standort)                                              | Wüstgefallene Siedlung des späten Mittelalters.                                                                                  | D-7-7927-0051 |                |
| Boos Memminger Straße 1 (Standort)                           | Pfarrkirche St. Martin Mittelalterliche und frühneuzeitliche Befunde im Bereich der Katholischen Pfarrkirche St. Martin in Boos. | D-7-7927-0060 | weitere Bilder |
| Boos Babenhauser Straße 23, Babenhauser Straße 21 (Standort) | Schloss Boos Frühneuzeitliche Befunde im Bereich des Schlosses in Boos.                                                          | D-7-7927-0061 | weitere Bilder |

### Bodendenkmäler im Ortsteil Reichau
| Lage               | Objekt                                                                             | Akten-Nr.     | Bild |
| ------------------ | ---------------------------------------------------------------------------------- | ------------- | ---- |
| Reichau (Standort) | Burgstall des Mittelalters.                                                        | D-7-7927-0003 |      |
| Reichau (Standort) | Frühneuzeitliche Befunde im Bereich der abgebrochenen Kapelle St. Anna in Reichau. | D-7-7927-0085 |      |
| Reichau (Standort) | Wüstgefallene Siedlung der frühen Neuzeit (Kohlwaldhof).                           | D-7-7927-0088 |      |